# Фаворки
Фаворки (на немски: Raderkuchen; на полски: faworki) – полски, немски също и литовски традиционни хрупкави сладкиши (хрупки). Думата „фаворки“ произхожда от названието на цветни панделки, които в Средните векове рицарите прикрепвали към дрехите си в знак на благодарност и преданост към дамата на сърцето си – на латински език „favor“. Тези сладки са символ и на ангелските криле, защото са крехки и чупливи.
Фаворките се правят от тесто с мая, пържат се и се поднасят с пудра захар. Най-често се ядат по време на карнавала и Дебелия четвъртък (Мазния четвъртък) или във вторник преди Пепеляна сряда. Полските домакини ги поднасят преди Великденските пости на така наречения Мазен четвъртък, с което показват своята любов към близките си. Съществува поверие, че тогава за късмет през годината, а и въобще против нещастия в живота, трябва да се изяде поне 1 фаворка.